# 硫化銀(I)
硫化銀(I)（りゅうかぎん いち、英: silver(I) sulfide）は、化学式が Ag2S と表される銀の硫化物である。黒色の固体で、天然では輝銀鉱として産出する。俗に言う銀の錆とはこの物質である。

## 合成
銀を放置すると黒変するのは、空気中の硫化水素と反応し、硫化銀(I)が生じるからである。
{\displaystyle {\ce {H2S\ + 2Ag -> Ag2S\ + H2}}}
また、硫黄の蒸気に銀を接触させると硫化銀(I)が生じる。
{\displaystyle {\ce {2Ag\ + S -> Ag2S}}}

## 利用
陶器の着色などに用いる。